# Kobayashi (Miyazaki)
Kobayashi (japanisch 小林市, -shi; wörtlich: kleiner Hain) ist eine japanische Stadt in der Präfektur Miyazaki auf der südjapanischen Insel Kyūshū.

## Geographie
Kobayashi liegt nördlich von Miyakonojō und westlich von Miyazaki. Die Stadt grenzt im Norden an der Präfektur Kumamoto und im Suedwesten an der Präfektur Kagoshima. Kobayashi ist die größte Stadt in der Nishimora-Region und spielt somit eine zentrale Rolle für die dortige Wirtschaft und Industrie.
Kobayashi ist im Südwesten von der Kirishima-Gebirgskette umgeben, einer Vulkangruppe mit mehr als 20 Vulkanen. Der nördliche und zentrale Teil der Stadt liegt im Kobayashi Talkessel, einer Caldera. Durch die von Vulkanen geprägte Geographie gibt es viele heiße Quellen (jap. 温泉, onsen).

## Klima
In Kobayashi herrscht ein feucht-subtropisches Klima (Cfa-Klima nach Köppen) mit sehr heißen, feuchten Sommern und kühlen Wintern. Die durchschnittliche Jahrestemperatur beträgt 16,3 °C. Der Jahresniederschlag beträgt etwa 2,771 mm, wobei Juni der niederschlagsreichste Monat ist. Die Temperaturen sind mit durchschnittlich 26,4 °C im August am höchsten und im Januar mit 5,8 °C am niedrigsten. Die bisher gemessene Höchsttemperatur betraegt 38,3 °C (August 2020), die niedrigste −8,7 °C (Januar 2016).

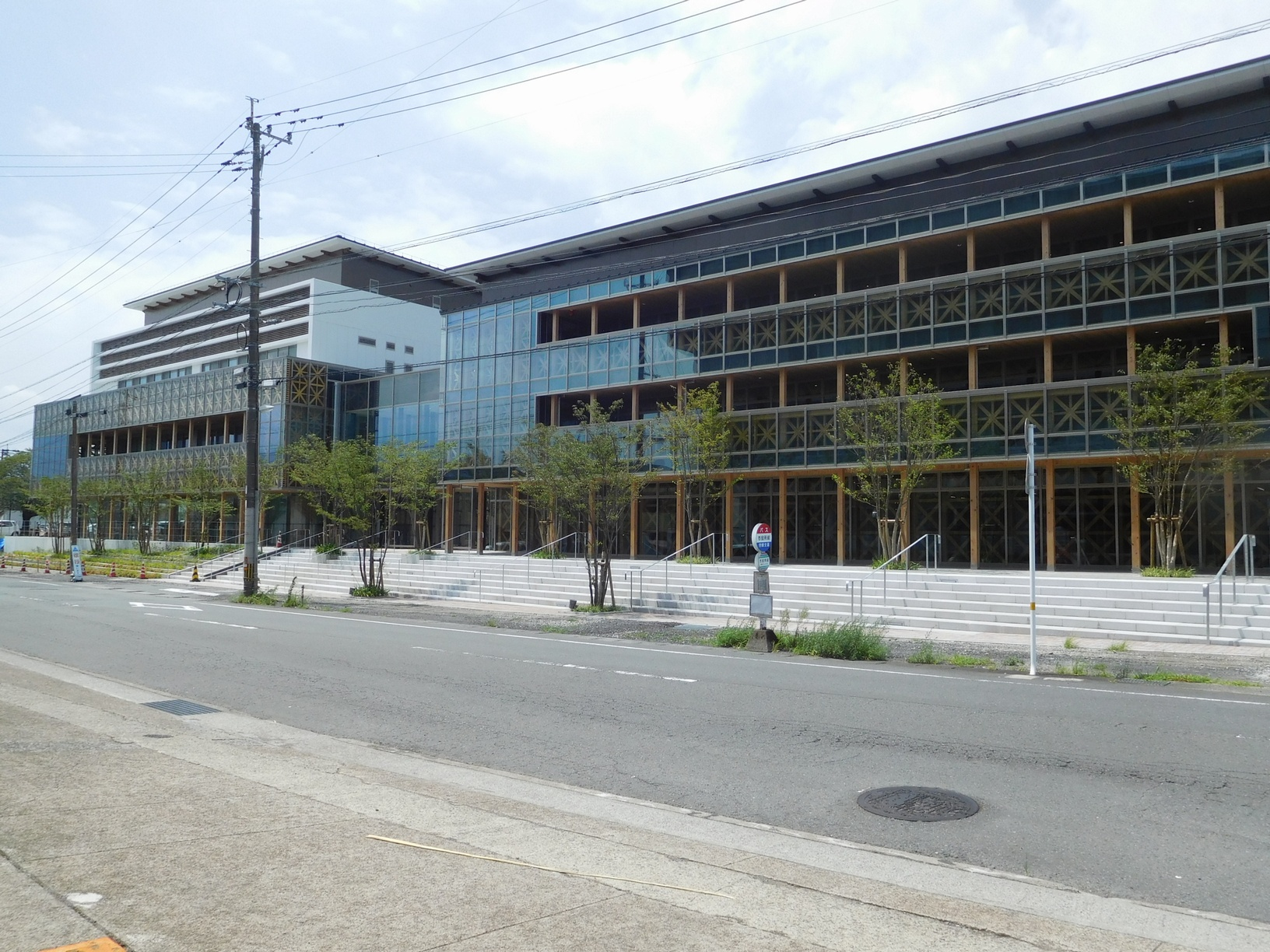
Neues Gebäude des Rathauses von Kobayashi

|                        | Jan   | Feb   | Mär   | Apr   | Mai   | Jun   | Jul   | Aug   | Sep   | Okt   | Nov   | Dez   |   |         |
| Mittl. Temperatur (°C) | 5,8   | 7,4   | 10,3  | 15,0  | 19,3  | 22,1  | 26,0  | 26,4  | 23,6  | 18,8  | 13,2  | 7,7   | ⌀ | 16,3    |
| Rekordmaximum (°C)     | 22,5  | 23,0  | 26,4  | 30,0  | 33,6  | 34,8  | 36,6  | 38,3  | 35,9  | 33,2  | 27,2  | 22,6  | ᐃ | 0       |
| Rekordminimum (°C)     | −8,7  | −6,9  | −2,8  | −0,8  | 4,9   | 11,4  | 16,6  | 17,3  | 10,9  | 4,2   | −0,9  | −4,2  | ᐁ | 0       |
|                        |       |       |       |       |       |       |       |       |       |       |       |       |   |         |
| Niederschlag (mm)      | 77,1  | 132,7 | 165,2 | 182,3 | 226,5 | 606,7 | 473,8 | 256,6 | 306,1 | 136,9 | 110,7 | 99,8  | Σ | 2.774,4 |
|                        |       |       |       |       |       |       |       |       |       |       |       |       |   |         |
| Sonnenstunden (h/d)    | 162,2 | 156,1 | 194,2 | 187,9 | 178,9 | 110,0 | 175,3 | 186,5 | 155,0 | 175,7 | 155,9 | 157,7 | ⌀ | 166,5   |

|  |

|  |

|  |

|  |

|  |

|  |

|  |

|  |

|  |

|  |

|  |

|  |

|  |

|  |

|  |

|  |

|  |

|  |

|  |

|  |

|  |

|  |

|  |

|  |

| N i e d e r s c h l a g | 77,1 | 132,7 | 165,2 | 182,3 | 226,5 | 606,7 | 473,8 | 256,6 | 306,1 | 136,9 | 110,7 | 99,8 |
|                         | Jan  | Feb   | Mär   | Apr   | Mai   | Jun   | Jul   | Aug   | Sep   | Okt   | Nov   | Dez  |

## Geschichte
Das heutige Stadtareal war in der Nara-Zeit (710–794) als „Hinamori“ (jap. 夷守) Teil der Provinz Hyūga. Es war eine militärische Grenzsiedlung des Yamato-Königreichs zur Verteidigung gegen das Volk der Hayato im Süden. Mit der Fertigstellung des Schlosses Miyama zur Zeit des Genpei-Kriegs (1180–1185) gegen Ende der Heian-Zeit (794–1185) wurde die Region „Miyama“ genannt. In der Sengoku-Zeit (1477–1573) erlangte der Klan der Itō nach heftigen Kämpfen die Kontrolle über das Gebiet. Der Shimazu-Klan erbaute die Burg Kobayashi nach ihrem Sieg über die Itō im Jahre 1572. Die sich darum entwickelnde „Burgstadt“ (jap. 城下町, jōkamachi) wurde der Kern des heutigen Kobayashi. Die Shimazu regierten das Gebiet als Teil des Satsuma-Fürstentums (jap. 潘, han) bis zum Ende der Edo-Zeit (1603–1868). Mit der Abschaffung der Han im Jahre 1871 wurde die Region Teil der neu etablierten Präfektur Kagoshima, wurde aber wenig später der Präfektur Miyazaki zugeordnet. Durch die Einrichtung eines landesweiten Stadtverwaltungssytems erhielt Kobayashi das Siedlungsrecht. Am 25. Dezember 1912 erlangte Kobayashi Gemeinde-Status und am 1. April 1950 Stadtrecht.
Am 20. März 2006 wurde die Siedlung Suki (jap. 須木) Teil der Stadt Kobayashi, was nahezu zur Verdoppelung der Stadtfläche führte.
Am 23. März 2010 folgte die Gemeinde Nojiri (jap. 野尻).

## Stadtfeste und Events

### Makiba-Kirschblütenfest
まきばの桜まつり, makiba no sakuramatsuri
Der „Blütenpfad“ mit etwa 1000 Somei-yoshino-Kirschblüten (jap. 染井吉野) lädt jedes Jahr zum Spazieren und Staunen am Ikoma-Plateau ein. Neben anderen Attraktionen werden auch lokale Spezialitäten, Live-Auftritte und nächtliche Feuerwerke angeboten.
Zeit und Ort: Blütezeit (~ Ende März), Makiba, Bezirk Hosono, Kobayashi

### Nojirikopia-Kirschenblütenfest
のじりこびあ桜まつり, nojirikopia sakuramatsuri
Im Nojirikopia-Park werden unter ca. 300 Kirschblüten lokale Spezialitäten, als auch Tombola-Spiele und Live-Performances angeboten.
Zeit und Ort: Blütezeit (~ Ende März), Nojirikopia, Nojiri

### Mohnblumen-Fest
生駒高原ポピーまつり, ikoma takahara popī matsuri
Etwa 250.000 blühende Mohnblumen begrüßen Besucher aus aller Welt.
Zeit und Ort: Mitte April ~ Anfang Mai, Ikoma-Plateau, Kobayashi

### Melonen und Mango-Markt
メロン・マンゴーフェア, meron mangō fea
Bei diesem Event werden regionale Früchte, unter anderem die besonders großen und süßen „Melo-Melo“-Honigmelonen (jap. めろめろメロン, mero mero meron) und vollreife Mangos unterhalb des üblichen Ladenpreises verkauft. Besonders herausragende Früchte werden unter der Bezeichnung 太陽のタマゴ (taiyō no tamago, wörtlich „Sonneneier“) gesondert vermarktet.
Zeit und Ort: Ende Mai, Nojirikopia, Nojiri

### Glühwürmchen-Fest
出の山ホタル愛まつり, idenoyama hotaru aimatsuri
Die heimischen Glühwürmchen (luciola cruciata) sorgen für eine spektuläre Beleuchtung des Idenoyama-Parks.
Zeit und Ort: Ende April ~ Anfang Mai, Idenoyama-Park

### Quellwasser-Fest
こばやし名水夏まつり, kobayashi meisui natsumatsuri
Eine Verkostung verschiedener Marken des lokalen Quellwassers, das durch die umliegende Vulkanlandschaft von besonderer Qualität ist.
Zeit und Ort: Anfang August, Am Bahnhof Kobayashi

### Feuerwerk „Evening Breeze“
小林市すき納涼花火大会, kobayashi suki nōryōhanabi taikai
Ein spektuläres yamabiko-Feuerwerk in den Bergen Sukis, das den Nachthimmel in strahlende Farben taucht.
Zeit und Ort: Mitte August, Schulgelände der Junior High, Suki

### Feuerwerk am Nojiri-See
のじり湖祭, nojiriko matsuri
Ein traditionelles Fest am Nojiri-See mit Feuerwerk, Bühnenauftritten und einer Taiko-Show.
Zeit und Ort: August, Nojirikopia, Nojiri

### Hagi-no-Chaya-Blumenfest
萩の茶屋花祭り, hagi no chaya hanamatsuri
Dieses Festival findet im Einklang mit der Blüte des Buschklees (jap. 萩, hagi) und der Spinnenlilien (jap. 彼岸花, higanbana) statt.
Zeit und Ort: Mitte September, Haginochaya, am Highway 268

### Yuparu-Blumenfest
ゆ～ぱるのじり　ひがん花まつり, yuparu higanbana matsuri
Ein lokales Fest zur Feier der Spinnenlilien (jap. 彼岸花, higanbana) mit verschiedenen Produkten aus der Region.
Zeit und Ort: Mitte September, Otsukabaru Park, beim „Michi no Eki“ (touristisch ausgelegte Raststätte mit lokalen Produkten)

### Maronen-Fest
すき栗フェア, suki kuri fea
Im Fokus dieses Fests steht die regionale Esskastanie (栗, kuri), verarbeitet in verschiedensten Produkten. Auch findet ein gemeinsames „Kastaniensammeln“ (栗狩り, kurigari) statt.
Zeit und Ort: Mitte September, „Sukimurando, Kajika no Yu“ in Suki

### Inyōseki-Fest
陰陽石まつり, inyōseki matsuri
Die hiesige Nachbarschaft organisiert dieses Fest am Inyōseki mit wadaiko (jap. 和太鼓, japanische Trommel) und Tanzaufführungen der lokalen High Schools.
Zeit und Ort: Herbst-Tag-und-Nacht-Gleiche, Inyōseki

### Ikoma-Kosmeen-Fest
生駒高原コスモスまつり, ikoma takahara kosumosu matsuri
Besucher können lokale Produkte als auch Gourmet-Spezialitäten bei einer Kulisse von etwa 1 Million blühenden Kosmeen erfahren. Besonders empfehlenswert ist der „Nachtkosmos“, bei dem ca. 20.000 Kerzen sowie ein nächtliches Feuerwerk die Blumenwiesen und das Plateau beleuchten.
Zeit und Ort: Ende September ~ Ende Oktober, Ikoma-Plateau

### Kräuterfest in Nojiri
ハーブ祭 in のじり, hābu matsuri in nojiri
Das seit 2003 stattfindende Festival vermittelt neueste Erkenntnisse in der Heilpflanzenkunde, von Anbau und Aufzucht bis zur Einnahme.
Zeit und Ort: Landwirtschaftliches Zentrum für regionale Heilkräuter, Nojriri

### Erntedankfest
すきほぜまつり, sukihoze matsuri
Bei traditionellen Sumo-Kaempfen wird der diesjaehrigen Ernte gedankt.
Zeit und Ort: Anfang November, flussaufwärts des Pools, „Sukimurando“, Suki

### Herbstfest
こばやし秋まつり, kobayashi akimatsuri
Das größte Event der Stadt, bei dem unter anderen ein goshinkō (jap. 御神幸, ein Schreinumzug) zur Feier der überschüssigen Ernte, als auch verschiedene Tanzaufführungen, insbesondere der stadteigene shin-kobayashi-ondo (jap. 新小林音頭) stattfinden.
Zeit und Ort: 23. November (jap. 勤労感謝の日, kinrōkansha no hi, „Tag des Dankes für die geleistete Arbeit“), Kobayashi Zentrum

### Winterfest
こばやし冬まつり, kobayashi fuyumatsuri
Die vermeintlich erste Illuminations-Ausstellung in der Präfektur Miyazaki fand beim Kobayashi-Winterfest statt. Schüler des Automobilclubs der Kobayashi Shuho High School entwerfen und basteln verschiedene Charaktere, Figuren und Modelle, die durch durchdachte Lichtinstallationen dynamisch beleuchtet werden.
Zeit und Ort: ab dem 23. November ~ Anfang Januar, beim Bahnhof Kobayashi

### Noriji-Illumination
野尻町イルミネーション, nojiri chō iruminēshon
Über 500.000 Glühbirnen erleuchten die Hänge in und um Nojiri. Besonders sehenswert ist die „Kollaboration“ der „Melonen-Straßenlaternen“ und der Beleuchtung.
Zeit und Ort: November ~ Anfang Januar, Oiwake-Region (Highway 268), Nojiri

## Regionale Produkte und Spezialitäten

### Honigmelone (Earl's melon)
アールスメロン, aarusu meron
Die „Earl's melon“ ist durch natürliche Kreuzung von Honigmelonen entstanden. Die Früchte werden mittels Lichtsensoren auf ihren Zuckergehalt gemessen, wobei sich nur die schmackhaftesten (mit einem mind. 14-fach höheren Süßegrad) „Mero Mero Melon“ (jap. めろめろメロン) nennen dürfen – eine Auszeichnung, die nur in der Präfektur Miyazaki verliehen wird.

### Weintrauben
ぶどう, budō
Verschiedene Arten von Weintrauben werden in Kobayashi angebaut, unter anderem pinke „Queen Nina“ (jap. クイーンニーナ), tiefviolette „New Pione“(jap. ニューピオーネ), hellgrüne „Shine Muscats“ (jap. シャインマスカット) und Venustrauben (ハニービーナス). Von Anfang September bis Mitte Oktober kann man bei verschiedenen Farmen die Früchte selbst ernten.

### Suki-Esskastanien
須木栗, suki kuri
Die in Suki angebauten Kastanien zeichnen sich durch ihre besonders süßlichen Noten und ihr Aroma aus. Der Geschmack und ihre überdurchschnittliche Größe machen sie zu einem beliebten Produkt in der gesamten Präfektur.

### Birnen
なし, nashi
Die regional angebauten Birnen, unter anderem die japanische Birnensorte „Kōsui“ (jap. 幸水) gelten als außergewöhnlich süß und saftig. Von Anfang August bis Ende September kann man die reifen Früchte bei verschiedenen Bauern selbst ernten.

### Mango
マンゴー, mangō
Voll ausgereifte Mangos erkennt man daran, dass sie aufgrund ihres Gewichts auf natürliche Weise vom Baum fallen würden. Eine besondere Erntemethode, bei der Auffangnetze um jede einzelne Frucht gespannt werden, garantiert die Auslese der völlig ausgereiften Früchte. Somit zeichnen sie sich durch eine Fruchtigkeit, Konsistenz und Süße aus, die charakteristisch für Tropenfrüchte ist. Herausragende Exemplare werden als „Sonneneier“ (太陽のタマゴ, taiyō no tamago) ausgezeichnet und weltweit als Luxusobst der Präfektur Miyazaki vermarktet.

### Kaviar
キャビア, kyabia
Kobayashis Wasser schafft optimale Bedingungen zur Aufzucht von Stören. Somit sind beim lokal produzierten Kaviar, im Vergleich zu importierten Produkten, weniger Konservierungsmittel und andere Zusatzstoffe nötig. Aktuell gibt es 4 Zuchtorte in der Stadt.

## Söhne und Töchter der Stadt
- Nariaki Nakayama (* 1943), Politiker
- Keiko Saitō, Schauspielerin

## Angrenzende Städte und Gemeinden
- Präfektur Miyazaki
  - Miyazaki
  - Miyakonojō
  - Ebino
  - Takaharu
  - Aya
  - Nishimera
- Präfektur Kumamoto
  - Taragi
  - Asagiri
- Präfektur Kagoshima
  - Kirishima